# エーリヒ・ヘプナー

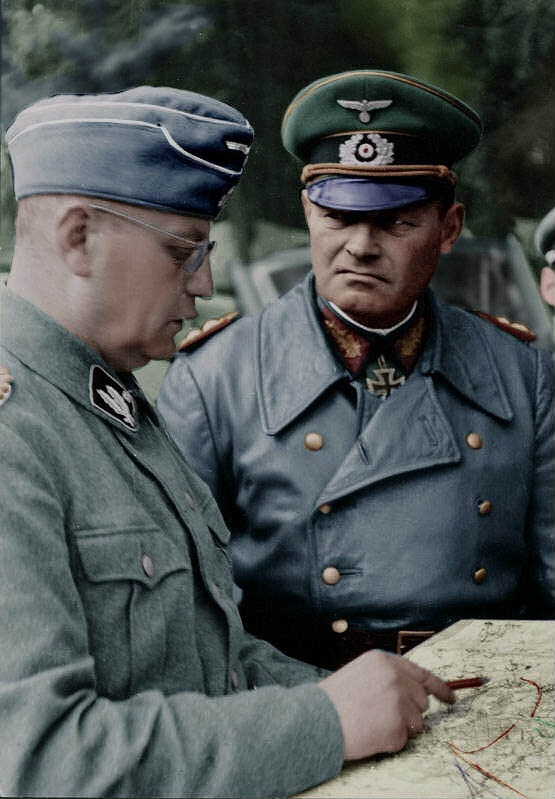
右がヘプナー上級大将、左はヴァルター・クリューガーSS少将（1941年10月、東部戦線）

エーリヒ・クルト・リチャルド・ヘプナー（ドイツ語: Erich Kurt RichardHoepner、1886年10月14日 - 1944年8月8日）は、ドイツの陸軍軍人。第二次世界大戦では戦車（装甲）部隊司令官として活躍。最終階級は陸軍上級大将。ヒトラー暗殺計画に加わり処刑された。

## 経歴

### 初期の軍歴
フランクフルト・アン・デア・オーダーに医師の息子として生まれる。1890年に家族とともにベルリン・シャルロッテンブルク区に転居。1895年にギムナジウムを卒業し、1909年に士官候補生としてメスに駐屯するシュレースヴィヒ・ホルシュタイン第13竜騎兵連隊に配属される。1910年に結婚し二児をもうける。1913年10月、ベルリンの軍事大学に入学。翌年始まった第一次世界大戦では第16軍団副官となり、1916年からは前線で従軍。大戦中に騎兵大尉に昇進。
終戦後の1920年、アレンシュタインの第2騎兵連隊で中隊長。翌年騎兵総監参謀部大尉としてベルリンに転属。1923年、故郷フランクフルト/オーダーの第1騎兵師団参謀。1927年、少佐に昇進しケーニヒスベルク軍管区主任参謀。1930年、ブラウンシュヴァイクの第17歩兵連隊で大隊長。1932年、中佐に昇進しポツダムの第4騎兵連隊長。1933年、ベルリン軍管区参謀長。1935年大佐に昇進。1937年、少将に昇進しヴッパータールの第1軽快師団長。1938年、中将に昇進。1939年の第二次世界大戦勃発直前には騎兵大将としてベルリンの第16軍団長を務めていた。

### 電撃戦と抵抗運動
ポーランド侵攻では第10軍に属し、二個装甲師団と二個装甲擲弾兵師団からなる第16自動車化軍団を指揮。この戦功により1939年10月、騎士鉄十字章を受章。同部隊を率いて翌年の西方電撃戦に従軍、その戦功により上級大将に昇進。同軍団は1941年に第4装甲集団と改称された。第41軍団と第56自動車化軍団からなる同部隊（計7個師団）を率いてバルバロッサ作戦に参加。モスクワの戦いの前哨戦となるビャスマ・ブリャンスクの戦いでソ連軍を包囲撃滅した。第4装甲集団は同年12月に第4装甲軍と改称され、5個軍団・12個師団からなる大部隊となった。この当時ヘプナーはグデーリアン、ホト、フォン・クライスト、ロンメルと並ぶ優れた装甲部隊指揮官として知られていた。

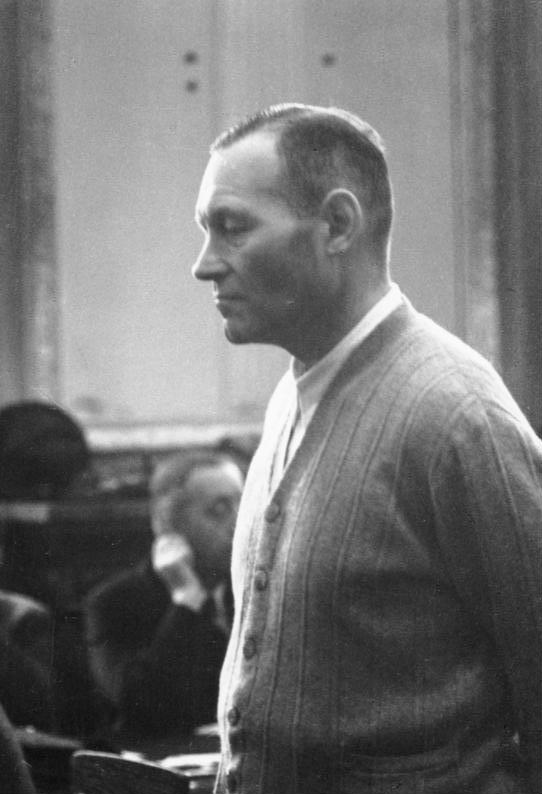
人民法廷でのヘプナー（1944年8月）

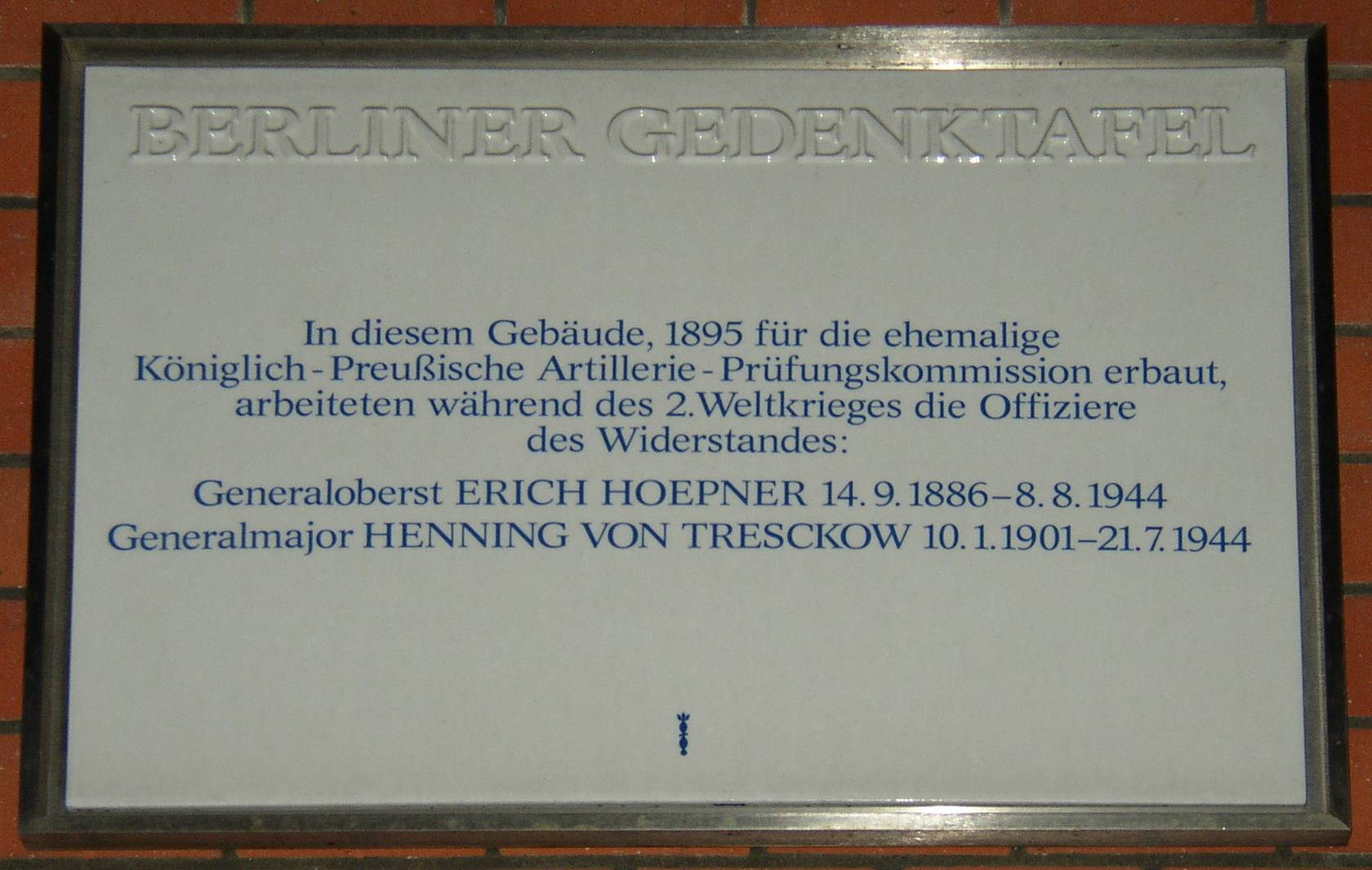
抵抗運動参加者のヘプナーとヘニング・フォン・トレスコウを記念する案内板（ベルリン）

しかし1942年1月、ソ連軍の冬季反攻に際してヒトラーの死守命令を無視して戦術的後退をしたために更迭され、ドイツ国防軍を不名誉除隊となった。上級大将としての給与や年金の支給も停止されたという。彼はこれを不服としてライプツィヒの地方裁判所へ提訴して勝訴。年金だけは支給される事になったという。以後ヘプナーはヒトラーに対する抵抗運動に身を投じる事になる。
1944年7月20日午後12時42分、ヒトラー暗殺計画がクラウス・フォン・シュタウフェンベルク大佐らによって決行された。その頃ヘプナーはベルリン・ベンドラー街（現在はシュタウフェンベルク街に改称）の国内予備軍司令部を訪れ、副司令官のフリードリヒ・オルブリヒト大将のもとで待機していた。ヒトラーは軽症を負ったのみだったが、それを確認できないまま午後3時すぎ、「ヴァルキューレ（反ヒトラー陰謀の作戦名）」が発令されてクーデターが開始された。国内予備軍司令官フリードリヒ・フロム上級大将はクーデターに反対したため監禁された。
午後5時頃、ヘプナーはクーデター派から同軍司令官に任命された。彼はヒトラーから軍服の着用を禁じられていたが、トランクに軍服を隠し持ってきてそれに着替えた。各地の軍部隊に伝達された命令書には、国内予備軍司令官としてのヘプナーの名が使用される事になったが、しかし軍部隊を目的通りに指揮できなかった。さらにヒトラーは鎮圧のためにハインリヒ・ヒムラー親衛隊長官を新たに国内予備軍司令官に任命。「ヘプナーの出した命令に従ってはならない」という命令を出すなどして対抗し、結局クーデターは失敗する。
午後10時半過ぎ、ヒトラー支持の将校たちと銃撃戦になり、ヘプナーの居る司令官執務室にヒトラー派が突入して来てクーデター派は逮捕された。午後11時頃、フロム大将は即決の軍法会議を開き、クーデター派のオルブリヒトやシュタウフェンベルクら4人を銃殺させた。ヘプナーは軍法会議で弁明することを希望して、その場での処刑も自決も拒否し、逮捕された。だが恐らく、彼は後にその決定を一度は後悔したと思われる。
1944年8月7日、エルヴィン・フォン・ヴィッツレーベン元帥ら計8人と共に、国家および民族に対する反逆罪でローラント・フライスラー裁判長によるベルリンの人民法廷の見せしめ裁判にかけられ、フライスラーから「ロバ」「猟犬」と罵倒された。その裁判の模様の映像が残っている。翌8月8日死刑判決を受け、その数時間後の同日夕方、プレッツェンゼー刑務所の処刑場で、ピアノ線による残忍な方法の絞首刑が執行された。その模様は後にヒトラーに見せるため映像で撮影された。
ヒトラーに抵抗した軍人として、戦後のドイツでは顕彰の対象となり、兵舎や学校、通りなどに彼の名が冠されている。